# Nicolas Edet
Nicolas Edet, né le 2 décembre 1987 à La Ferté-Bernard (Sarthe), est un coureur cycliste français, professionnel entre 2011 et 2023.

## Biographie

### Jeunesse et carrière amateur
Nicolas Edet naît le 2 décembre 1987 à La Ferté-Bernard, en Sarthe. Son père et ses deux frères pratiquent le cyclisme. Il prend sa première licence au club de La Ferté-Bernard à l'âge de 7 ou 8 ans. Il court ensuite au VS chartrain, avec ses frères. Il obtient de bons résultats à partir de la catégorie cadet en cyclisme sur route, en cyclo-cross et en VTT.
En 2006, il entre en catégorie espoir (moins de 23 ans) et se consacre exclusivement à la route.
En 2007, il dispute le Tour du Faso avec une équipe régionale du Centre. Il en remporte la quatrième étape et finit huitième au classement général.
En 2008, après avoir obtenu un BTS de Mécanique automatisme industriel, il décide de « [se] consacrer une année entière au vélo ». Il quitte cette année-là le VS Chartrain et intègre la nouvelle équipe Perche-Agem 72, avec pour leader l'ancien professionnel Samuel Plouhinec. Il se classe quatrième du Paris-Tours espoirs et dixième du championnat de France espoirs durant cette saison.
En 2009, l'équipe Perche-Agem 72 devient Wilo-Agem 72. Nicolas Edet obtient de bons résultats au début de l'année et découvre ses qualités de grimpeur : il est deux fois deuxième lors de l'Essor basque, se montre offensif lors des Trois jours de Vaucluse, puis en avril se classe quatrième du Rhône-Alpes Isère Tour, derrière trois professionnels de l'équipe Agritubel. Ces résultats lui permettent d'être sélectionné en équipe de France espoirs. Avec elle, il se classe cinquième de l'étape-reine du Grand Prix du Portugal, manche de la Coupe des Nations espoirs, et sixième d'une étape du Tour du Frioul-Vénétie julienne,, dixième du Tour de la Vallée d'Aoste. Il devient un coureur important de l'équipe de France en cours de saison. Il fait partie de l'équipe, essentiellement composée de grimpeurs,, qui aide Romain Sicard à remporter le championnat du monde espoirs et se classe 17e de la course. Il est cependant avec Arnaud Courteille l'un des deux coureurs composant l'équipe de France lors de ces championnats à ne pas devenir professionnel en 2010.
L'équipe Wilo-Agem 72 devient en 2010 Véranda Rideau Sarthe 72. Avec elle, Nicolas Edet est vainqueur du Tour de Franche-Comté, troisième du Tour Alsace. Toujours sélectionné en équipe de France espoirs, il gagne à La Toussuire la dernière étape du Tour des Pays de Savoie, dont il prend la troisième place finale, et remporte une étape du Tour de la Vallée d'Aoste. En août, il intègre en tant que stagiaire l'équipe continentale professionnelle Cofidis, en même temps qu'Adrien Petit et Yoann Bagot. Il prend la septième place d'une étape du Tour du Gévaudan à Mende, au sommet de la « montée Jalabert ».

### Carrière professionnelle
Nicolas Edet devient professionnel en 2011 au sein de la formation Cofidis, avec laquelle il signe un contrat de deux ans durant son stage. Il se classe dixième du Tour de Turquie. En juillet, il participe au Tour d'Autriche dont il remporte le classement annexe de meilleur grimpeur. Il dispute le Tour d'Espagne, son premier grand tour, qu'il abandonne lors de la huitième étape.
En 2012, il prend la troisième place de la première étape du Tour de Catalogne, derrière Michael Albasini, vainqueur final de l'épreuve, et Anthony Delaplace. Il se classe également deuxième d'une étape du Tour des Asturies. En juillet, il dispute le Tour de France. À l'initiative de la première échappée de l'épreuve lors de la première étape, il reçoit le prix de la combativité.
À la suite de cette saison, il signe un nouveau contrat de deux ans avec Cofidis, intégrant le projet de reconstruction de l'équipe initié par Yvon Sanquer.
En 2013, début mai, après plusieurs places d'honneurs au Tour de Turquie, il finit meilleur grimpeur du Rhône-Alpes Isère Tour. En juillet, Nicolas Edet va ensuite se montrer très performant lors du Tour d'Autriche, se distinguant en particulier dans les étapes de montagne et terminant l'épreuve à la neuvième place. En août, il s'illustre lors de la 4e étape du Tour d'Espagne en remportant le prix de la combativité au terme d'une échappée de 170 kilomètres. Le lendemain, lors de la 5e étape, il fait à nouveau parti de l'échappée, réussissant à prendre plusieurs points pour la classement de la montagne, lui permettant de remonter à la deuxième place derrière l'Irlandais Nicolas Roche. Il se retrouve de nouveau à l'avant de la course lors de la 15e étape en compagnie, notamment, d'Alexandre Geniez (vainqueur de l'étape). S'il ne peut suivre les meilleurs jusqu'au bout, il parvient tout de même à s'emparer du maillot de leader du classement de la montagne. En prenant encore quelques points notamment lors de la 20e étape, Nicolas Edet remporte le classement de la montagne de la Vuelta 2013. Il offre ainsi à l'équipe Cofidis un nouveau maillot de meilleur grimpeur du Tour d'Espagne deux ans après le dernier succès de David Moncoutié.
La saison 2014 lui permet de décrocher sa première victoire chez les professionnels lors de la troisième étape du Rhône-Alpes Isère Tour et de participer une nouvelle fois au Tour de France qu'il termine en 77e position.
Nicolas Edet, à la suite d'une chute, est atteint d'une fracture costale et d'une fracture de la clavicule gauche lors de la première étape du Tour du Pays basque 2015.
Edet, initialement n'est pas retenu pour participer au Tour de France 2016. Nacer Bouhanni étant forfait en raison d'une blessure à la main droite qui fait l'objet d'une intervention chirurgicale, Edet est repêché par son encadrement pour cette Grande Boucle. Il figure dans la sélection française constituée pour le premier championnat d'Europe sur route professionnel disputé à Plumelec.
L'histoire se répète pour l'édition 2017 du Tour de France où il est appelé en renfort à la suite du forfait de Geoffrey Soupe. Au sortir de ce Tour, il prend une 3e place d'étape sur le Tour du Limousin et termine 4e du Tour du Doubs.
En 2018, il remporte le Tour du Limousin et termine deuxième du Tour de l'Ain derrière son compatriote Arthur Vichot mais devant le coureur estonien Rein Taaramäe.
Il obtient quelques places d'honneur au premier trimestre 2019 et se classe notamment vingtième du Tour de La Provence puis cinquième du Tour du Haut-Var au mois de février. En mars, il termine dixième de la Classic de l'Ardèche et troisième d'une difficile étape de Paris-Nice derrière les deux coureurs colombiens Daniel Martínez et Miguel Ángel López. En mai, il boucle la trente-et-unième édition du Tour de l'Ain  en dixième position après s'être adjugé la septième place de la dernière étape dont l'arrivée est jugée au col du Grand Colombier. Engagé par l'équipe Cofidis sur le Tour de France en juillet, il est contraint d'abandonner, malade, lors de la sixième étape qui mène les coureurs de Mulhouse à la Planche des Belles Filles. En août, il termine quinzième du Tour de Pologne. Le 31 août, à l'issue de la 8e étape de la Vuelta où il se classe 11e, il revêt le maillot rouge de leader de cette épreuve, qu'il cède à l'issue de l'étape suivante. Longtemps classé dans les 10 premiers, il perd du temps dans les derniers jours et finit à une honorable 18e place au classement final, le meilleur classement de sa carrière dans un grand tour.
Nicolas Edet abandonne le Tour d'Italie 2021 au cours de la 14e étape en raison d'une chute qui lui cause une fracture de l'humérus gauche, nécessitant la pose de fixateurs externes et deux interventions chirurgicales.
Il s'engage avec Arkéa-Samsic pour les années 2022 et 2023.
En 2023, Edet est absent des compétitions à partir de la fin du mois de février. Atteint de pseudarthrose à l'humérus gauche, séquelle de la fracture de 2021, il subit une intervention chirurgicale en mai. Après cette opération, Edet est dans l'incapacité de pouvoir se servir normalement de sa main qui est limitée en extension du fait d'une atteinte du nerf radial, ce qui le handicape dans sa vie quotidienne et l'empêche de pouvoir pratiquer son sport. Il ne reprend pas la compétition en 2023, année à l'issue de laquelle son contrat avec Arkéa-Samsic se termine.

## Palmarès sur route

### Palmarès année par année
| - 2007 - 4e étape du Tour du Faso - 2008 - 1re épreuve du Maillot des Jeunes - Critérium de La Ferté-Bernard - Trio normand (avec Benoît Jarrier et Samuel Plouhinec) - 2009 - 2e du Trophée de l'Essor - 3e du Prix de la Saint-Laurent Espoirs - 2010 - Prix de la Foire au Boudin - Tour du Canton de Pierre-Buffière - Classement général du Tour de Franche-Comté - 4e étape du Tour des Pays de Savoie - 5e étape du Tour de la Vallée d'Aoste - 2e de Nantes-Segré - 3e du Tour Alsace - 3e du Tour des Pays de Savoie - 3e de la Ronde mayennaise | - 2013 - Classement de la montagne du Tour d'Espagne - 2014 - 3e étape du Rhône-Alpes Isère Tour - 2016 - 3e de la Route du Sud - 2017 - 3e du Tour du Gévaudan Languedoc-Roussillon - 2018 - Tour du Limousin : - Classement général - 3e étape - 2e du Tour de l'Ain - 2022 - 3e du Tour des Asturies |  |

### Résultats sur les grands tours

#### Tour de France
8 participations
- 2012 : 128e
- 2014 : 77e
- 2015 : 111e
- 2016 : 106e
- 2017 : 76e
- 2018 : 43e
- 2019 : abandon (6e étape)
- 2020 : 49e

#### Tour d'Italie
2 participations
- 2020 : abandon (15e étape)
- 2021 : abandon (14e étape)

#### Tour d'Espagne
3 participations
- 2011 : abandon (8e étape)
- 2013 : 104e,  vainqueur du classement de la montagne
- 2019 : 18e,  maillot rouge pendant 1 jour

### Classements mondiaux
| Année                                 | 2008 | 2009 | 2010 | 2011 | 2012 | 2013 | 2014 | 2015 | 2016 | 2017 | 2018 | 2019 | 2020 | 2021  | 2022 | 2023  |
| ------------------------------------- | ---- | ---- | ---- | ---- | ---- | ---- | ---- | ---- | ---- | ---- | ---- | ---- | ---- | ----- | ---- | ----- |
| Classement mondial                    |      |      |      |      |      |      |      |      | 214e | 262e | 185e | 311e | 205e | 1295e | 293e | 2745e |
| UCI Europe Tour                       | 812e | 588e | 284e | 727e | 779e | 207e | 454e | 254e | 93e  | 192e | 125e | 256e | 170e | 930e  | 235e | nc    |
| UCI Asia Tour                         | nc   | nc   | nc   | nc   | nc   | nc   | nc   | nc   | nc   | nc   | 558e |      |      |       |      |       |
| UCI Africa Tour                       | 120e | nc   | nc   | nc   | nc   | nc   | nc   | nc   | nc   | nc   | nc   |      |      |       |      |       |
|                                       |      |      |      |      |      |      |      |      |      |      |      |      |      |       |      |       |
| Légende : nc = non classéSource : UCI |      |      |      |      |      |      |      |      |      |      |      |      |      |       |      |       |

## Palmarès en cyclo-cross
- 2012
  - 1er Cyclo-cross de St Mars d'Outillé
  - 1er Cyclo-cross de St Marceau
- 2013
  - 1er Cyclo-cross du Coudray